# Nephele argentifera
Nephele argentifera är en fjärilsart som beskrevs av Walker 1856. Nephele argentifera ingår i släktet Nephele och familjen svärmare. Inga underarter finns listade i Catalogue of Life.

## Bildgalleri

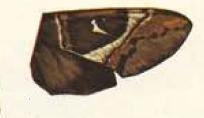